# Ocyropsis crystallina
Ocyropsis crystallina is een soort in de taxonomische indeling van de ribkwallen (Ctenophora). 
De kwal behoort tot het geslacht Ocyropsis en behoort tot de familie Ocyropsidae. De wetenschappelijke naam van de soort werd voor het eerst geldig gepubliceerd in 1828 door Rang.